# Jadar Sport Radom w sezonie 2007/2008

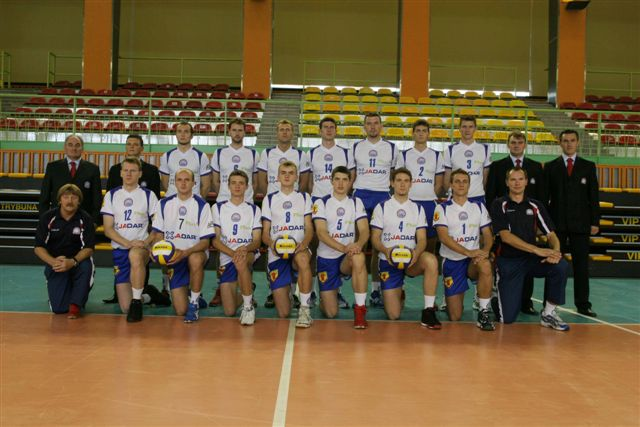
Skład Jadaru na sezon 2007/2008

Jadar Sport Radom w sezonie 2007/2008 po raz 2. przystępował do rozgrywek Polskiej Ligi Siatkówki. W rundzie zasadniczej radomski zespół zajął 7. miejsce ligowe, natomiast po samych porażkach w rundzie play-off – 8. lokatę. W Pucharze Polski zakwalifikował się do ćwierćfinału, w którym przegrał z Mlekpolem AZS-em Olsztyn 1:3. W tej edycji ligowej radomian trenowało trzech szkoleniowców: Dariusz Luks, Mariusz Wiktorowicz (przez 2. mecze) i Wojciech Stępień.
Zawodnik Jadaru, Wojciech Żaliński, został powołany do reprezentacji kraju na Ligę Światową 2008.

## Przygotowania do sezonu
Pierwszy trening siatkarzy „Jadaru” odbył się 18 lipca. Z zespołem początkowo przez parę tygodni nie trenowali Bartosz Gawryszewski i Wojciech Żaliński (przygotowania z kadrą B kraju) oraz Marco Liefke. Na zajęciach nie było również szkoleniowca drużyny, Dariusza Luksa, ponieważ przygotowywał, jako asystent I trenera, drugi zespół reprezentacji Polski do turniejów. Przez ten czas radomianie trenowali pod kierunkiem Mariusza Wiktorowicza.
Dzień po pierwszych treningach radomski zespół wyjechał na tydzień na obóz do Spały. Pierwszy sparing na własnym obiekcie radomianie stoczyli 24 sierpnia, pokonując 3:1 Avię Świdnik.
6-7 września podopieczni Dariusza Luksa wzięli udział w międzynarodowych zmaganiach w czeskiej Ostrawie, gdzie wywalczyli najwyższe miejsce. W turnieju uczestniczyły również zespoły czeskiej i austriackiej ekstraklasy oraz drużyna Jastrzębskiego Węgla.
Potem siatkarze z Radomia uczestniczyli w rozgrywanym w Kępnie III Memoriale im. Arkadiusza Gołasia. W tej imprezie zajęli 4. miejsce, ustępując AZS-owi Częstochowa, ZAK S.A. Kędzierzyn-Koźle i Resovii.
14 września radomianie wylecieli do Włoch na towarzyski turniej międzynarodowy. W pierwszym spotkaniu przegrali z Acqua Paradiso Montichiari 2:3. Błąd Přemysla Obdržálka przy stanie 13:14 rozstrzygnął o rezultacie meczu. Zmagania o 3. miejsce zakończyły się porażką Jadaru z Bre Banca Lannutti Cuneo 1:3.

## Zawodnicy
Sztab szkoleniowy: 18 października 2007 roku, po samych porażkach w trzech pierwszych kolejkach ligowych, Dariusz Luks podał się do dymisji. Jego miejsce zajął tymczasowo II szkoleniowiec zespołu, Mariusz Wiktorowicz. Poprowadził on Jadar w dwóch spotkaniach. W drugim meczu pod jego kierunkiem radomianie odnieśli pierwsze zwycięstwo ligowe w sezonie, pokonując w trzech setach Politechnikę Warszawa. 30 października stanowisko pierwszego trenera klubu objął Wojciech Stępień, a jego asystentem został Wiktorowicz.

### Skład zespołu
| Numer | Nazwisko             | Wzrost | Narodowość | W klubie od | Pozycja      |
| 1     | Jarosław Macionczyk  | 1,90   | Polska     | 2006        | rozgrywający |
| 2     | Bartosz Gawryszewski | 2,02   | Polska     | 2007        | środkowy     |
| 3     | Adam Nowik           | 2,06   | Polska     | 2006        | środkowy     |
| 4     | Maciej Pawliński     | 1,93   | Polska     | 2000        | przyjmujący  |
| 5     | Wojciech Żaliński    | 1,94   | Polska     | 2006        | przyjmujący  |
| 6     | Marcin Kocik         | 1,96   | Polska     | 2006        | przyjmujący  |
| 7     | Přemysl Obdržálek    | 1,94   | Czechy     | 2006        | libero       |
| 8     | Jakub Bucki          | 1,97   | Polska     | 2007        | środkowy     |
| 9     | Damian Słomka        | 1,83   | Polska     | 2007        | libero       |
| 11    | Marco Liefke         | 2,08   | Niemcy     | 2007        | atakujący    |
| 12    | Grzegorz Kokociński  | 1,96   | Polska     | 2006        | środkowy     |
| 13    | Sebastian Pęcherz    | 1,94   | Polska     | 2006        | przyjmujący  |
| 14    | Marcin Owczarski     | 1,99   | Polska     | 2006        | rozgrywający |
| 17    | Piotr Lipiński       | 1,95   | Polska     | 2007        | rozgrywający |

### Transfery przed sezonem
| Przyszli | Odeszli |  |  |
| - Bartosz Gawryszewski (Wkręt-Met AZS Częstochowa) - Adam Nowik (Delecta Bydgoszcz) - Piotr Lipiński (PZU AZS Olsztyn) - Marco Liefke (Salento d’amare Taviano) | - Dallas Soonias (powrót do Kanady) - Krzysztof Makaryk (AZS Nysa) - Tomáš Malčík (Ferram Opava) - Arkadiusz Terlecki (Gwardia Wrocław) - Krzysztof Niedziela (Płomień Sosnowiec) |  |  |

## Polska Liga Siatkówki

### Runda zasadnicza

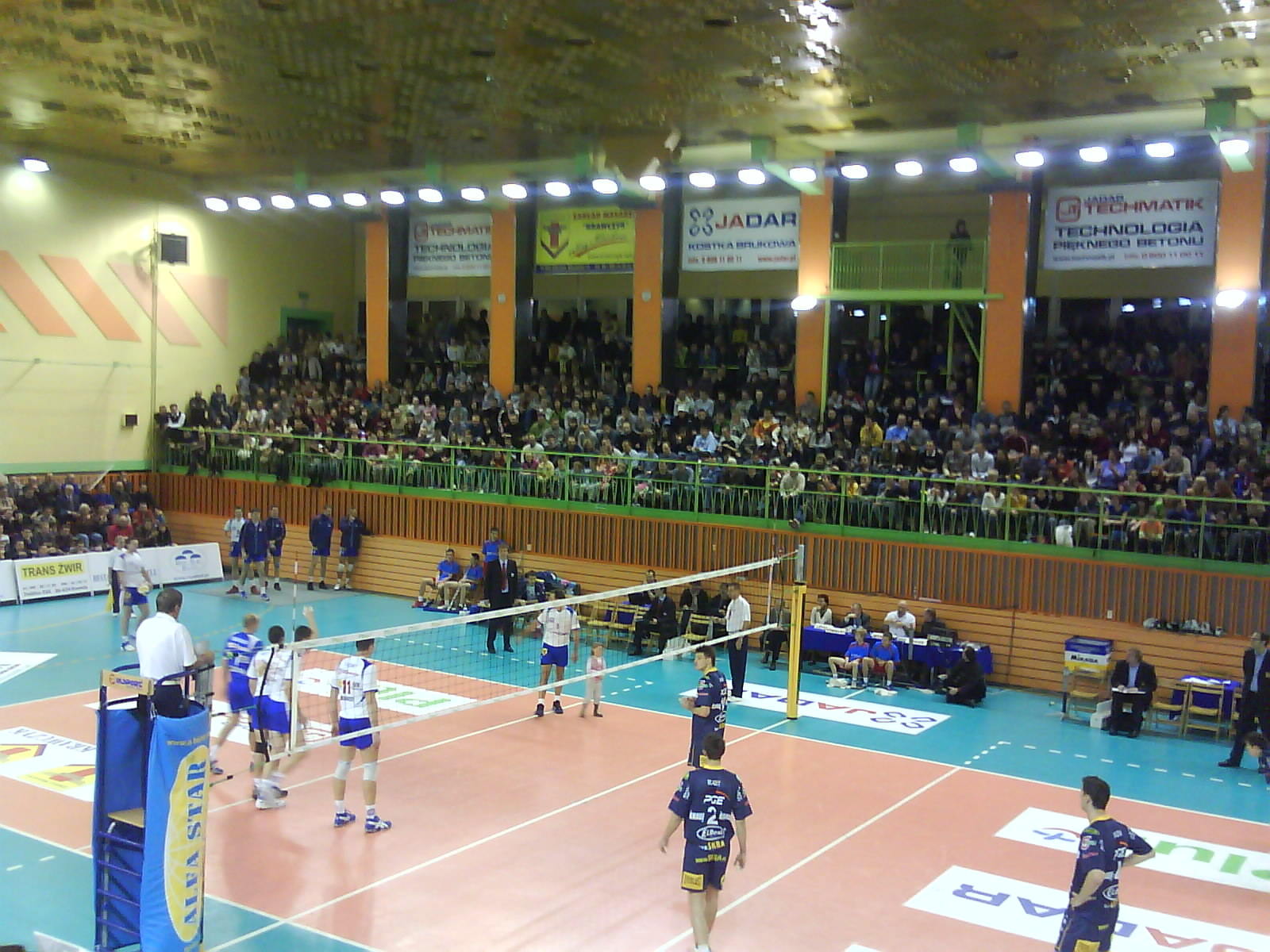
Mecz Jadaru ze Skrą Bełchatów (7. kolejka, 7 listopada 2007)

28 września 2007 roku Jadar podejmował w Częstochowie miejscowy AZS, inaugurując rozgrywki Polskiej Ligi Siatkówki. Pierwszego seta zwyciężyli gospodarze, dwa następne goście. Częstochowianie wygrali mecz po tie-breaku (piąty set: 25:23). W drugiej kolejce radomianie ulegli na własnym parkiecie Resovii stosunkiem 1:3. Po dwóch pierwszych spotkaniach zawodnicy z Radomia mieli łącznie na swoim koncie około 50 popsutych zagrywek. W Kędzierzynie Jadar uległ miejscowej ZAK S.A.-ie (3:1). Czwartego seta przegrał na przewagi. Kolejne spotkanie było przegrane z beniaminkiem ekstraklasy, Płomieniem Sosnowiec. W 5. kolejce radomianie zanotowali swoje pierwsze zwycięstwo. Pokonali wówczas Politechnikę Warszawską w trzech setach. Najlepszym graczem meczu wybrano Macieja Pawlińskiego. W Bydgoszczy zespół z Radomia pokonał tamtejszą Delektę stosunkiem 1:3. Potem na własnym parkiecie odniósł zwycięstwo nad obrońcą tytułu mistrza kraju, Skrą Bełchatów. Dwa pierwsze sety wygrali goście. W tie-breaku gospodarze zwyciężyli dwupunktową przewagą. Zawodnikiem spotkania został Sebastian Pęcherz. W następnych kolejkach radomianie przegrali z Jastrzębskim Węglem (3:0), Mlekpolem AZS-em Olsztyn (1:3) i AZS-em Częstochowa (0:3). W 11. serii spotkań radomianie w Rzeszowie wywalczyli jeden punkt, przegrywając z miejscową Resovią stosunkiem 3:2. Potem zostali pokonani przez ZAK S.A. Kędzierzyn-Koźle, a 1 lutego 2008 roku zwyciężyli przed własną publicznością Płomień Sosnowiec w trzech setach. Najlepszym zawodnikiem spotkania wybrano Jarosława Macionczyka. W kolejnych czterech kolejkach Jadar zdobył dwa punkty. Wówczas przegrał kolejno z: Politechniką Warszawską 3:2, Delectą 2:3, Skrą Bełchatów 3:0 i Jastrzębskim Węglem 0:3. W pojedynku z jastrzębianami radomianie nie obronili w trzecim secie trzech piłek setowych. Ostatnie spotkanie w rundzie zasadniczej zakończyło się wygraną radomskiego zespołu z Mlekpolem 1:3. Pokonując olsztyńską drużynę, siatkarze z Radomia zapewnili sobie utrzymanie w Polskiej Lidze Siatkówki.
| Poz. | Klub              | Pkt. | Mecze | Mecze   | Mecze     | Sety | Sety    | Sety      |
| Poz. | Klub              | Pkt. | Mecze | wygrane | przegrane | Sety | wygrane | przegrane |
| ---- | ----------------- | ---- | ----- | ------- | --------- | ---- | ------- | --------- |
| 7.   | Jadar Sport Radom | 18   | 18    | 5       | 13        | 70   | 27      | 43        |

### Play-off
W rywalizacji o miejsca 1-8 radomianie podejmowali częstochowski AZS. W Częstochowie przegrali dwa spotkania, które zakończyły się wynikiem 3:2. W Radomiu gospodarze zostali pokonani w trzech setach. W pojedynku o pozycje 5-8 dwukrotnie ulegli ZAK S.A. Kędzierzyn-Koźle. O 7. lokatę walczyli z Płomieniem Sosnowiec, który wygrał tę rywalizację w dwóch meczach. W międzyczasie zespół opuścił Přemysl Obdržálek, któremu prezes klubu niezadowolony z jego gry dał mu „wolną rękę” w poszukiwaniu nowego.

## Puchar Polski
Rozgrywki Pucharu Polski Jadar rozpoczynał od 1/8 finału. W owym etapie pokonał I-ligowy KS Poznań w trzech setach. W ćwierćfinale przegrał z Mlekpolem AZS-em Olsztyn 1:3. Najlepiej punktującym graczem radomskiego zespołu był Wojciech Żaliński, który zdobył 27 punktów.

## Statystyki w Polskiej Lidze Siatkówki
Ataki
- Liczba: 1715
- Skuteczność w procentach: 50.79

Zagrywki
- Suma: 1534
- Liczba punktów zdobytych przez zagrywającego: 79
- Liczba zepsutych zagrywek: 305
- Pod względem skuteczności drużyna Jadaru zajęła 4. miejsce w rankingu.

Przyjęcia zagrywki
- Liczba: 1330
- Skuteczność procentowa dokładnych przyjęć zagrywki: 57.97
- Liczba strat punktu w wyniku przyjęcia: 84